# Jeu de figurines

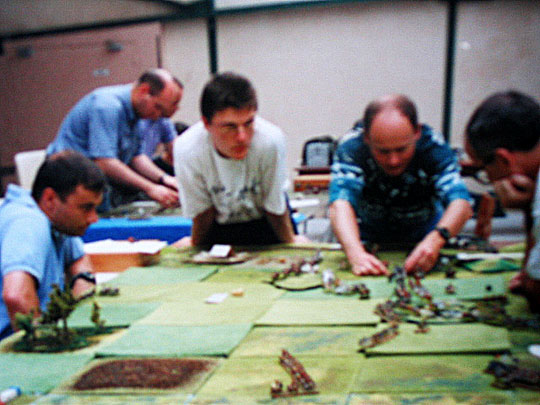
Joueurs et plateau.

Le jeu de figurines est un type de jeu de société mettant en scène des escarmouches ou des batailles entre plusieurs armées, dans un contexte historique ou un monde imaginaire, à l'aide de figurines disposées sur un plateau de jeu et de règles chiffrées. Chaque joueur dirige l'une des forces en présence et tente de remporter la victoire grâce à ses talents de stratège.
Le jeu de figurines est souvent rapproché à tort du jeu de rôle sur table. Certes, certains aspects semblent similaires, mais le but n'est pas le même. Il est plus juste de le rapprocher du jeu de guerre (wargame), dans un but purement ludique et non dans celui d'une reconstitution historique. Ainsi, les jeux de figurines se déroulent bien souvent dans des univers imaginaires non contemporains, similaires à ceux des jeux de rôle (univers fantastiques ou de science-fiction).
Les figurines étaient autrefois utilisées pour représenter des armées sur des cartes d'état-major. Par la suite, des règles de jeu mettant à l'épreuve les talents de stratèges et de tacticien des futurs officiers furent créées et utilisées pour les aider à révéler, développer leurs capacités de synthèse dans l'art de la guerre dans une multitude de cas de figure. Les figurines à usage ludique (les « soldats de plomb ») apparaissent ensuite. Les jeux de figurines utilisant des règles élaborées n'apparaissent vraiment que dans le courant du XXe siècle.

## Principe

### Les règles
Les joueurs, avant de jouer, préparent plusieurs choses :
- le choix d'un choix de règle de jeu parmi celles disponibles, qu'il s'agisse d'une règle du commerce ou d'une règle de leur invention.
- Les conditions de victoire et/ou de défaite.
- La durée maximale de la partie (une partie de jeu de batailles dure en moyenne 3 ou 4 heures).

Les règles définissent l'échelle de représentation figurative, les capacités des troupes par type / nationalité, les distances de déplacement, les interactions, les pertes, les critères acceptables de défaite et de victoire qui peuvent être convenus avant de commencer la partie, mais elle contient surtout le système de résolution des actions entreprises et leurs effets.

### Les figurines

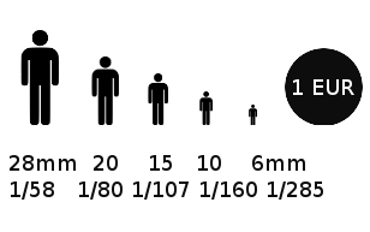
Échelle des figurines comparées à une pièce de 1 euro.

Les armées sont fréquemment représentées par des figurines mesurant de 10 mm à 28 mm pour les échelles/tailles les plus populaires, bien que d'autres échelles/tailles existent.
Selon les jeux et les systèmes de règles, une figurine peut représenter un seul combattant (guerrier, animal, engin) ou bien un nombre variable de combattants.
Les principaux types d'échelles sont :
- 1:1 d'échelle d'effectif (1 figurine représente un homme)
- 1:40 d'échelle d'effectif (1 figurine représentant 40 hommes)
- 1:60 d'échelle d'effectif (figurine représentant 60 hommes)

Les figurines sont généralement disposées sur des socles. La taille et la forme des socles sont variables selon les jeux (ils sont généralement ronds, carrés ou rectangulaires, parfois hexagonaux).
Une règle au 1/60e peut préciser qu'une unité est constituée de tant de socles de tant de figurines et donc de l'effectif total par socle est égale à : nombre de figurine multiplié sur un même socle fois échelle d'effectif pour représenter approximativement ou exactement l'effectif du sous-élément de l'unité que représente un socle, l'unité étant souvent constitué de plusieurs socles.
Le soclage maintient debout les figurines, facilite leur manipulation et permet de disposer les groupes de figurines selon diverses formations, comme la ligne, le carré, l'échelle, etc.

### Plateau de jeu et décors
La surface de jeu, selon les moyens des joueurs et la règle jouée, est un champ de bataille reconstitué ou improvisé. N'importe quelle surface horizontale plane peut fournir un plateau de jeu minimal. En général, cependant, les jeux de figurines utilisent des plateaux de jeu imitant la surface du sol. Certains ont recours à des cartes portant des réseaux d'hexagones. Les plateaux de jeu les plus élaborés constituent de véritables maquettes géantes reconstituant forêts, villes, châteaux et autres éléments utiles ou décoratifs à l'échelle des figurines.

### Scénarios
Il est possible de jouer un affrontement pur et simple entre les forces en présence, ou d'imaginer un scénario qui fournisse un contexte à l'affrontement et propose parfois des conditions de victoire différentes. Le scénario est en général un simple prétexte à la bataille, qui permet de diversifier les façons de jouer. Les scénarios utilisés s'appuient en général sur l'univers dans lequel se déroule le jeu (les jeux de figurines fantastiques offrent peut-être des possibilités plus riches que les reconstitutions historiques, qui doivent être plus conformes à la réalité historique). Un scénario peut consister à traverser le plateau de jeu en un nombre limité de tours, à défendre une position, à atteindre ou à protéger un objectif, à éliminer le général adverse, etc.

## Types de jeux de figurines
Il existe un grand nombre de jeux différents, que l'on peut classer selon l'échelle de combat qu'ils proposent et le genre d'univers qu'ils utilisent.

### Échelles des combats
- Les jeux d'escarmouche simulent des affrontements à échelle restreinte, mettant en présence entre 10 et 30 combattants dans chaque camp.
- Les jeux de bataille, les plus connus, mettent en présence des armées entières, comprenant chacune plusieurs groupes de combattants.

### Univers de jeu
- Les jeux de figurines historiques mettent en scène des batailles historiques, reconstituées ou hypothétiques, confrontant quelques individus ou des dizaines de milliers de soldats.
- Les jeux de figurines fantastiques, quant à eux, mettent en scène des affrontements entre des peuples et des créatures appartenant à des univers de fiction, qui relèvent souvent de la fantasy ou de la science-fiction.

## Collection et modélisme

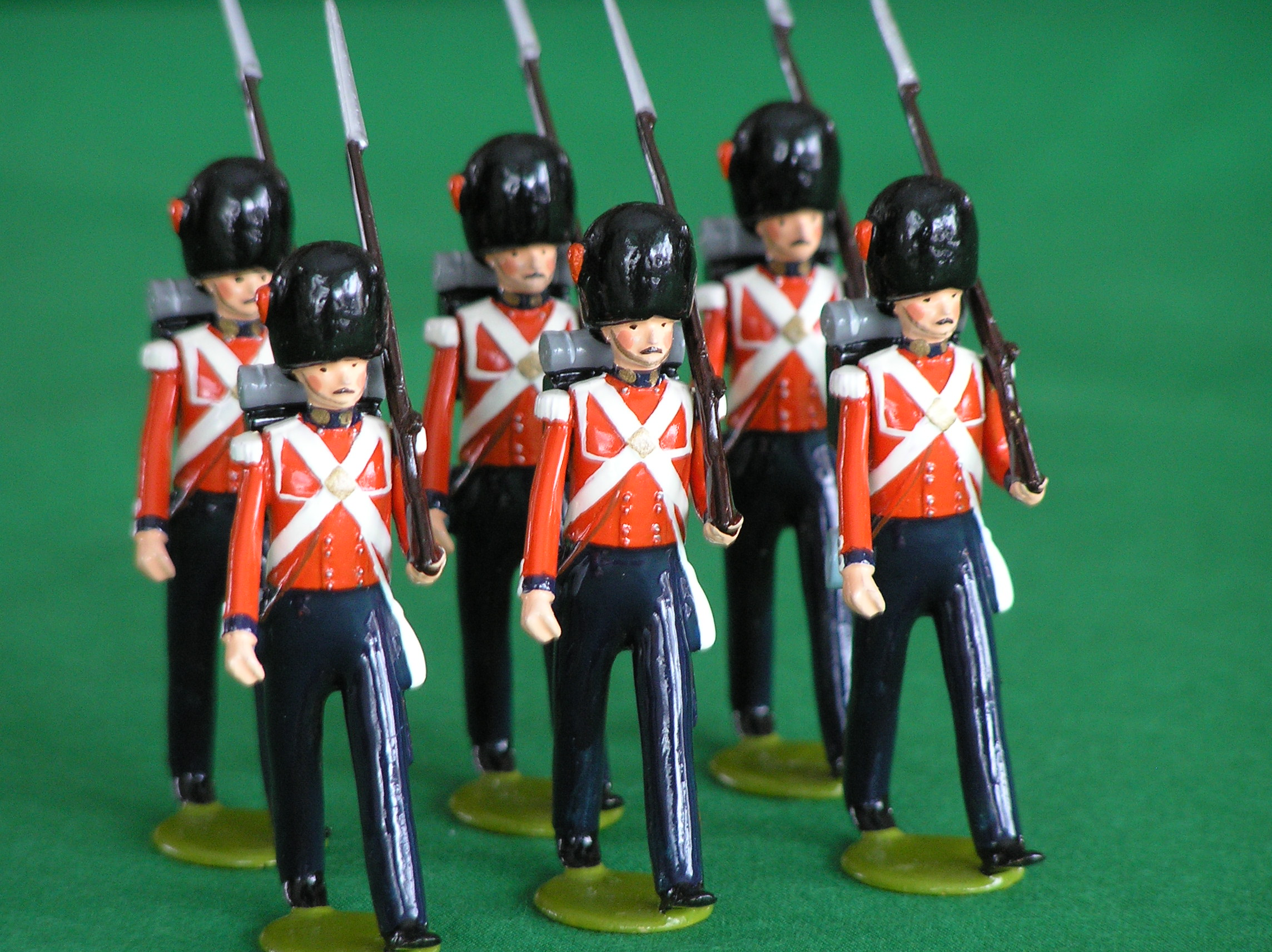
Figurines de Guards britanniques en 54 mm (1/32).

En dehors de son aspect stratégique et tactique, le jeu de figurines met en jeu la notion de collection. Les joueurs achètent les figurines qui constituent leurs armées et jouent avec tout ou partie d'entre elles.
Dans la plupart des jeux de figurines, les figurines sont vendues non assemblées, non peintes et non soclées, en général sous la forme d'éléments en plomb ou en plastique. Le joueur assemble les figurines, les peint selon ses goûts et les place sur des socles. Ce loisir allie donc l'aspect ludique à la collection et à une pratique du modélisme. Certains joueurs sont davantage intéressés par la collection des figurines, par exemple de séries limitées ou indisponibles dans le commerce. D'autres sont plus intéressés par la peinture et l'aspect modélisme du jeu.
Toute une partie du plaisir réside dans la constitution et la peinture de son « armée ». Cette dimension est encore plus forte dans les jeux à univers fantastique que dans les wargames historiques, puisqu'elle encourage la créativité des joueurs. Cela permet notamment d'organiser des concours de peinture et de modélisme. Il existe de nombreuses galeries sur Internet qui présentent des figurines peintes offertes à l'admiration et à la critique des internautes.
Dans d'autres jeux, les figurines sont pré-peintes et déjà soclées, ce qui diminue l'aspect modélisme du jeu, mais permet de jouer immédiatement après l'achat.

## Liste de jeux de figurines
Article détaillé Liste de jeux de figurines
Quelques jeux de stratégie avec figurines :
- EKRUL le roi maudit, règles pour figurines solo. Une aventure dans un univers médiéval-fantastique jouable avec toutes sortes de figurines.
- Kaldom: jeu d'escarmouche dans un univers médiéval-fantastique permettant de créer ses propres héros grâce à un générateur de personnages.
- 2184 Generation War 3.0: un jeu d escarmouche sans figurine associé type Necromunda avec des regles plus simples.
- ESTR Le jeu d'escarmouche: un jeu d'escarmouche en 5 figurines contre 5, les figurines reviennent en jeu. Un jeu sans gamme de figurines associée avec plus de 300 combinaisons de personnages et des regles très accessibles.
- ESTR FANTASY: Le même principe qu'ESTR mais dans un monde médiéval-fantastique. Plus de 400 possibilités de personnages.
- Les Voltigeurs: un jeu d'escarmouche avec de l'infanterie Napoléonienne. Possibilité d'évolution des personnages.
- L'infanterie attaque ! Les règles de Les Voltigeurs adaptées à la seconde guerre mondiale.
- Kings of War, jeux de guerre dans un univers médiévale fantastique.
- Dungeon saga, un jeu qui consiste à explorer des donjons avec ses figurines, dans l'univers de kings of wars.
- Alkemy, jeu d'escarmouches dans un univers de médiéval fantastique
- AT-43, univers de science-fiction
- Anima Tactics, univers de dark fantasy dérivé du jeu de rôle Anima.
- BannerWar, univers antique - médiéval historique ou médiéval fantastique
- Confrontation univers médiéval fantastique
- Eden, jeu d'escarmouches dans un univers post-apocalyptique de type Mad Max.
- Warcry, jeu d'escarmouches dans l'univers de Warhammer Age of Sigmar.
- Warhammer Age of Sigmar, univers médiéval fantastique. Suite de Warhammer Fantasy Battle.
- Warhammer Fantasy Battle univers médiéval fantastique
- Warhammer 40,000 univers de science-fiction
- Kill Team, jeu d'escarmouches dans l'univers de Warhammer 40,000
- Warmachine univers de science-fiction
- Infinity univers de science-fiction
- VOR - le Maelstrom univers de science-fiction
- Le Seigneur des anneaux (jeu de bataille) univers de médiéval fantastique
- Heroscape univers de science-fiction
- Blitzkrieg univers de la seconde guerre mondiale historique
- Art de la guerre univers antique - médiéval historique
- Silex & Baïonnette Napoléonien-historique
- LOWW2 Legends Of World War II - Escarmouche, jeu en français
- Beyond the gates of Antares. univers de science-fiction.